# Символизм, сакральное и искусство
«Символизм, сакральное и искусство» (англ. Symbolism, the sacred, and the arts) — сборник эссе румынского историка религий Мирчи Элиаде, анализирующих взаимосвязь между религией и искусством.
Сборник начинается с анализа символов: их происхождения, функций, роли в человеческом опыте и эстетическому выражению. Эссе «Символизм тени в архаических религиях» описывает на примере теней многоуровневость символов и принципы герменевтики. Эссе «Культурные моды и история религий» исследует роль историка религий в расшифровке скрытых смыслов произведений искусства и анализирует причины популярности определённых культурных явлений. В главе «Пережитки и маскировки мифов» Элиаде комментирует структурные аналогии между классической мифологией и современными произведениями искусства, выполняющими мифологическую функцию в сегодняшней культурной жизни. Рассматриваются как примеры расистских мифов и эсхатологическая структура марксизма, так и комиксы и прочие мифы в средствах массовой информации.
Вторая часть книги посвящена изобразительным искусствам. Эссе «Божества: искусство и божественное» рассматривает методы изображения божеств в различных религиях — христианстве, буддизме, в Древней Греции. В эссе «Маски: мифические и ритуальные истоки» Элиаде показывает взаимоотношение между участником ритуала (в данном случае создателем или носителем маски) и Временем. В частности показывается, как маска позволяет своему носителю изменить традиционное восприятие времени, пространства и собственной личности. В эссе «Размышления о индийском искусстве» рассматриваются способы эстетического выражения духовности в индийской иконографии. В главе «Священное и современный художник» Элиаде показывает, что несмотря на отказ от традиционных религиозных форм в современном искусстве оно зачастую остаётся отражением сакрального. Последние два эссе второй части посвящены творчеству Марка Шагала и Константина Брынкуши.
Третья часть книги посвящена символизму «центра мира» в архитектуре. В эссе «Сакральная архитектура и символизм» рассматриваются мифические и ритуальные корни идеи «центра мира», её трансформации в различных обществах и сохранение в современном мире. В эссе «Боробудур: символический храм» Элиаде подчёркивает взаимосвязь между искусством и ритуалом и описывает преобразование профанического пространства в сакральное в буддийской архитектуре. В эссе «Из португальских дневников, 1941—1944» проводятся параллели между религиозными сооружениями, чье местоположение должно либо соседствовать с «центром мира», либо являть собою иерофанию, и окружением, в которое помещено произведение искусства.
В последняя части книги Элиаде рассматривает фольклорные и сакральные сюжеты в литературе на примере писательницы и принцессы Марты Бибеско, Эжена Ионеско и своём собственном творчестве.
Книга на русском языке ещё не издавалась.